# Njeguši

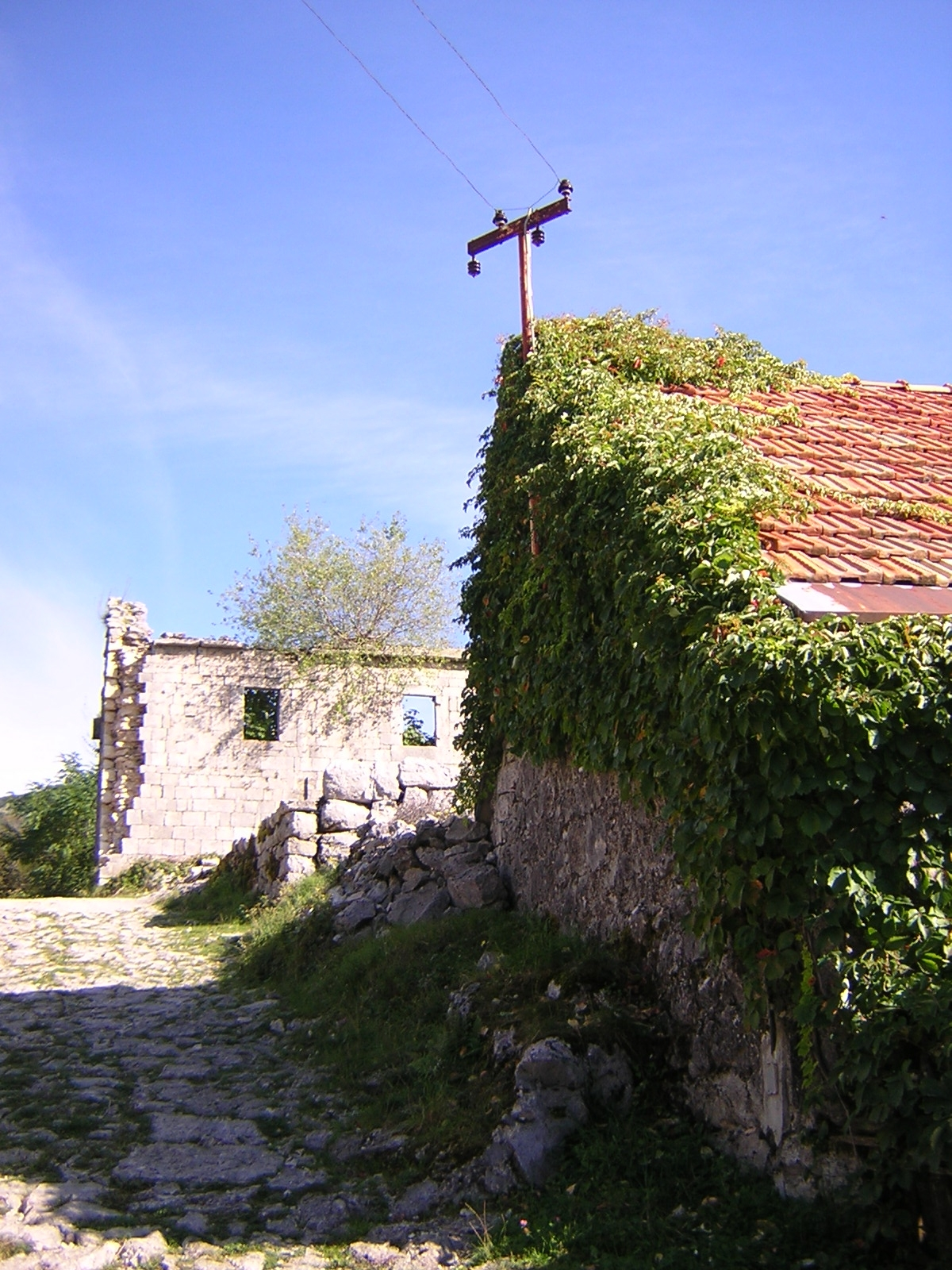
Gata i utkanten av byn

Njeguši (Montenegrinsk kyrilliska: Његуши) är en ort i kommunen Cetinje i södra Montenegro. Njeguši ligger på sluttningarna av berget Lovćen, och i dess nationalpark, emellan Rijeka Crnojevica, Cetinje och Kotor. Byn har 17 invånare (2003).
Njeguši är främst känt som födelseplatsen för ätten Petrović, som styrde Montenegro emellan 1696 och 1918. 
"Njeguški sir" och "Njeguški pršut" är lokala former av ost respektive prosciutto. De tillverkas båda två i Njeguši, där det över huvud taget tillverkas en hel del matvaror. Osten och korven är genuina bidrag till det montenegrinska köket. 